# Apostolepis borellii
Apostolepis borellii — вид змій родини полозових (Colubridae). Ендемік Бразилії.

## Поширення і екологія
Apostolepis arenaria мешкають в горах Серра-ду-Урукум в штаті Мату-Гросу-ду-Сул. Вони живуть в сухих чагарникових заростях каатинги. Вони живуть у широколистяних тропічних лісах.